# Cô gái xấu xí
Cô gái xấu xí là một bộ phim truyền hình dài do Đài Truyền hình Việt Nam phối hợp với công ty BHD và Hãng phim Việt sản xuất. Bộ phim được mua bản quyền nguyên tác từ bộ phim Yo soy Betty, la fea của Colombia, một bộ phim truyền hình hấp dẫn đã được nhiều nước trên thế giới mua bản quyền và chuyển thể.
Phim xoay quanh nhân vật chính là Huyền Diệu, một cô gái thông minh, trình độ học vấn xuất sắc và có năng lực rất tốt nhưng ngoại hình "xấu xí", tác phong vụng về và có phong cách ăn mặc lỗi thời làm việc trong công ty thời trang nổi tiếng mang tên SBBT (SB Brands Trading J.S.C), diễn biến và sự phát triển của những mối quan hệ, những mối mâu thuẫn tình ái và công việc xảy đến trong những tháng ngày làm việc của cô tại công ty này.

## Nội dung
Huyền Diệu là một cô gái thông minh, học vấn giỏi, có tấm bằng về thạc sĩ tài chính. Tuy nhiên nhược điểm của cô là nhan sắc quá xấu xí: lùn, tóc bông xù cháy nắng, răng niềng, cận 2,5 và viễn 3,2 đi-ốp cùng gu thời trang quê mùa. Nhiều cánh cửa việc làm đã đóng lại trước mặt cô nhưng may mắn thay, cô đã được An Đông – tổng giám đốc mới của công ty thời trang SBBT – nhận vào làm trợ lý. Tại đây, cô đã có tình cảm với An Đông và luôn cố gắng làm việc chăm chỉ để gây ấn tượng với anh, đặc biệt cô luôn giúp anh thoát khỏi những tình huống ngặt nghèo vô điều kiện.
Cũng tại đây, SBBT, Huyền Diệu gặp được Hùng Long, Mai Lan và Phương Trinh, bộ ba luôn khinh thường vẻ bề ngoài cũng như thực lực của cô.
Tuy nhiên cũng chính tại SBBT, Huyền Diệu đã gặp gỡ và làm quen với nhóm G6 (sau khi kết nạp thêm cô thì được gọi là G7) – một nhóm các cô gái làm việc trong SBBT, những người bạn luôn yêu thương và ủng hộ cô.
Do muốn đạt được mục tiêu đã đề ra với Hội đồng quản trị khi nhậm chức, An Đông đã đưa công ty vào tình cảnh nợ nần và phải lập ra một công ty mới có tên Vina Mode nhằm đi nước đôi, cho SBBT vay tiền và tịch biên tài sản, tránh việc SBBT bị tuyên bố phá sản. An Đông đã đưa vốn và nhờ Huyền DIệu đứng tên chủ sở hữu công ty này. Do hoang tưởng Huyền Diệu cùng người bạn thân của cô là Ninh Lâm thông qua Vina Mode thâu tóm hết SBBT, An Đông cùng bạn thân của mình là Tiến Mạnh, phó giám đốc quản lý về tài chính, đã lập kế hoạch tán tỉnh Huyền Diệu để cô ngoan ngoãn nghe lời.
Kế hoạch trên đã bị Huyền Diệu phát hiện đúng lúc An Đông đang dần bị rung động bởi tình cảm trong sáng của cô. Để trả thù An Đông, cô đã giả vờ yêu đương với Ninh Lâm và đem trình Hội đồng quản trị bản quyết toán thật của SBBT rồi rời đi. Cô rời đi để làm việc tại Hội An cùng Cẩm Linh, một người làm về quan hệ công chúng từng hợp tác với công ty SBBT trong hai bộ sưu tập trước đó và không để ai trong công ty biết việc này. Tại Hội An, nhờ sự trợ giúp của Cẩm Linh, cô đã thành công thay đổi được ngoại hình để trở nên xinh đẹp hơn.
Tại SBBT, sau khi sự việc bại lộ, ông An Thi, tổng giám đốc tiền nhiệm, bố của An Đông đã đưa ra đề nghị mời Huyền Diệu về làm giám đốc để điều hành SBBT cho đến khi công ty thoát được cảnh nợ nần. Trong khoảng thời gian này, Huyền DIệu nhận ra cô còn rất yêu An Đông và An Đông cũng nhận ra rằng anh không thể yêu người con gái nào khác ngoài Huyền Diệu. Sau rất nhiều những hiều lầm, cuối cùng, hai người đã cưới nhau.

## Diễn viên chính
- Ngọc Hiệp vai Huyền Diệu: Một cô gái xấu xí nhưng rất thông minh, quyết đoán. Trình độ học vấn cao đã giúp cô được nhận vào làm ở SBBT do An Đông sở hữu.
- Chi Bảo vai An Đông: An Đông là con của ông An Thi, một trong hai nhà sáng lập của SBBT, sau khi ông An Thi về hưu.
- Lan Phương vai Mai Lan: Giám đốc phụ trách bán hàng đồng thời là vợ chưa cưới của An Đông. Xinh đẹp, lành tính, khá tâm lý nhưng hay ghen tuông, nổi nóng bất chợt, sẵn sàng dùng thủ đoạn để lật đổ cô gái nào muốn gần An Đông. Mai Lan từng nói: "Tôi sẵn sàng bóp chết cô gái nào ve vãn An Đông".
- Bình Minh vai Tiến Mạnh: Phó tổng giám đốc SBBT, là bạn thân nhất của An Đông. Về sau bị từ chức vì cùng An Đông tạo ra món nợ. Anh là người xúi giục An Đông tạo ra bi kịch tình yêu. Đẹp trai và ga lăng, anh được nhiều cô gái theo đuổi.
- Phi Thanh Vân vai Phương Trinh: Cô nàng chân dài, da đen bóng. Bạn thân của Mai Lan đồng thời từng là gián điệp của Đăng Dương. Tuy chân dài nhưng không được làm người mẫu. Từng trải qua một đời chồng. Ngang ngạnh, cong queo, đã nghèo lại chi tiêu phung phí rơi vào tình trạng nợ nần chồng chất, là đối thủ đặc biệt của nhóm G7, nhất là San vì có khá nhiều mâu thuẫn với cô.
- Lý Anh Tuấn vai Đăng Dương: Đối thủ của An Đông, khá ích kỷ, xấu tính và đầy thủ đoạn tàn nhẫn, dù Mai Lan là em gái nhưng anh không bao giờ nể em và vô cùng kình địch An Đông. Mục tiêu của anh là lật đổ An Đông và đặt ra tình huống khó xử cho An Đông, đồng thời lật đổ SBBT để kiếm lời cho mình.
- NSƯT Đức Hải vai Hùng Long: nhà thiết kế đồng tính, có tài nhưng kiêu căng và ngạo mạn. Tự coi mình là nhất, khinh miệt tất cả mọi người.
- Minh Thuận vai Ninh Lâm (Lâm Caro): trợ thủ đắc lực của Diệu và cũng là bạn thân của cô thời sinh viên, từng yêu đơn phương Phương Trinh. Rất giỏi việc tài chính. Thấp bé nhẹ cân và cũng xấu xí nhưng rất tốt bụng, nhưng lại hay nhẹ dạ cả tin và luôn mong muốn mình có cuộc sống giàu sang hơn để có thể làm Phương Trinh đem lòng yêu.

## Bài hát trong phim
- Cho em (do Lam Trường trình bày)
- Đôi (do Minh Thuận trình bày)
- Huyền Diệu (do Phương Thanh trình bày)
- Những ngày vui (do Hồng Ngọc trình bày)